# ناحیه چری گروو شانون، شهرستان کرول، ایلینوی
ناحیه چری گروو شانون، شهرستان کرول، ایلینوی (به انگلیسی: Cherry Grove–Shannon Township) یک منطقهٔ مسکونی در ایالات متحده آمریکا است که در شهرستان کرول، ایلینوی واقع شده‌است. ناحیه چری گروو شانون ۱٬۴۸۵ نفر جمعیت دارد و ۲۸۴ متر بالاتر از سطح دریا واقع شده‌است.